# Parlament von Uganda

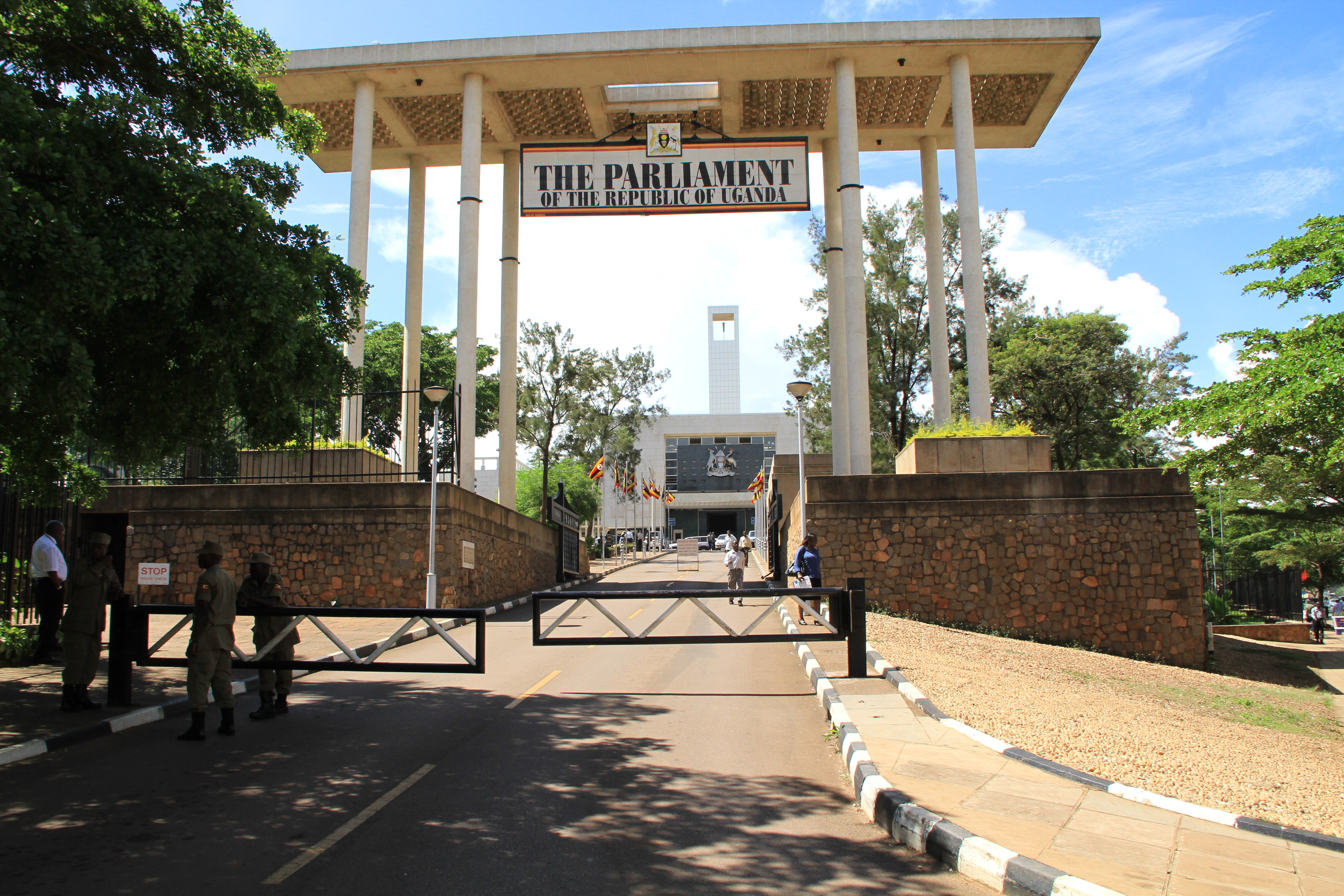
Eingang und Parlamentsgebäude

Das Parlament von Uganda (Swahili Wabunge wa Uganda) ist das Parlament im legislativen Einkammersystem von Uganda. Das Parlamentsgebäude befindet sich in der Hauptstadt Kampala.
Uganda verfügt über ein Ein-Kammer-Parlament (Einkammersystem). Die gesetzgebende Gewalt liegt bei der Nationalversammlung. Die Größe des Parlaments ist in den letzten Legislaturperioden stetig gestiegen. Bestand dieses 2006 noch aus 314 Abgeordneten, ist es bis 2021 auf 529 Abgeordnete erweitert worden.

## Wahlsystem
353 Vertreter werden in Einpersonenwahlkreisen nach dem relativen Mehrheitswahlrecht gewählt. Mit der gleichen Methode wird in jedem der 146 Distrikte eine Frau gewählt. Schließlich werden 30 Sitze indirekt über spezielle Wahlkollegien besetzt: 10 von der Armee, 5 von Jugendlichen, 5 von Ältesten, 5 von Gewerkschaften und 5 von Menschen mit Behinderungen. In jeder dieser Gruppen muss mindestens eine Frau gewählt werden (mindestens zwei für die Heeresgruppe).

## Diäten
Die Bezüge der Parlamentarier lagen bisher bereits bei mehr als hundertmal so viel wie der Durchschnittsverdienst im Land. 2019 legten die Parlamentarier zusätzlich eine Erhöhung ihrer Diäten um knapp 40 % fest, dies bedeutet Zusatzkosten von circa 15,2 Millionen Euro für den Steuerzahler. Jeder der insgesamt 459 Abgeordneten verdient zwischen 3500 und 7000 Euro im Monat.

## Parlamentswahlen 2016

Uganda People’s Congress: 6 Sitze
Unabhängige: 66 Sitze
Forum for Democratic Change: 36 Sitze
Democratic Party: 15 Sitze
National Resistance Movement: 293 Sitze
Militär: 10 Sitze

Im Jahr 2016 bestand das Parlament aus 288 Wahlkreisvertretern, 121 Frauen aus den einzelnen Distrikten, 10 Vertretern der ugandischen Volksverteidigungskräfte, 5 Vertretern der Jugend, 5 Vertretern von Menschen mit Behinderungen, 5 Vertretern von Arbeitnehmern und 17 Mitgliedern von Amts wegen.
besteht aus 292 Mitgliedern, von denen 214 direkt gewählt werden und 78 von Landesverbänden gewählt werden. Die Repräsentation der Landesverbände besteht aus 53 Frauen (eine für jeden Distrikt), 5 Repräsentanten der Jugend, 5 Repräsentanten von Behinderten und 5 Vertretern der Gewerkschaften.
Die Regierungspartei NRM (National Resistance Movement) gewann die Wahlen mit einer Zwei-Drittel-Mehrheit.

## Parlamentswahlen 2011
Am 18. Februar 2011 fanden in Uganda Parlaments- und Präsidentschaftswahlen statt. Das National Resistance Movement konnte ihre Machtbasis festigen und ihre überwältigende Dominanz bestätigen. 167 Sitze für direkt gewählte Abgeordnete aus den Wahlkreisen sowie zusätzliche 83 Sitze für Frauenvertreter, die auf Distriktebene ebenfalls direkt gewählt werden, entfallen auf das NRM. Das Forum for Democratic Change (FDC) konnte sich insgesamt lediglich 34 Sitze sichern.
Die Wahlen liefen in der Gesamtschau relativ geordnet und vor allem friedlicher ab als alle vorherigen Urnengänge in Uganda. Zwar wurde auch diesmal am Wahltag von einzelnen Fällen gewaltsamer Auseinandersetzungen auf lokaler Ebene berichtet, zu einer flächendeckenden Eskalation kam es jedoch nicht.